# Самоличност
За филма „Самоличност“ вижте Самоличност (филм)
Във философията самоличността е качеството да бъдеш „същия като“.
Самоличността е обект на интерес най-вече от страна на логиците и метафизиците.
В обществото самоличността е по-важна тема през XX и XXI век, включително заради кражбите на самоличност.